# Menesble
Menesble é uma comuna francesa na região administrativa da Borgonha-Franco-Condado, no departamento de Côte-d'Or. Estende-se por uma área de 6,5 km². Em 2010 a comuna tinha 10 habitantes (densidade: 1,5 hab./km²).